# Paysage montagneux avec saint Jérôme
Paysage montagneux avec saint Jérôme est un tableau peint à l'huile sur cuivre par l'artiste flamand Paul Bril en 1592. Il est actuellement conservé à la Mauritshuis de La Haye depuis mars 2013,,.

## Attribution
La peinture est signée et datée, et représente la plus ancienne peinture de cabinet datée de Bril. Le tableau appartient à la période où Bril s'associe à Jan Brueghel l'Ancien à Rome, dans la dernière décennie du XVIe siècle. Le travail des deux artistes présentant de nombreuses affinités lors de cette période, le tableau est à l'origine considéré comme un Brueghel,.

## Description
Le tableau est l'une des premières œuvres peintes sur cuivre par Bril, et probablement l'une des premières peintures de paysage à petite échelle de Bril que l'artiste a achevées à Rome, où il a déménagé en 1575, 1576, ou 1582.
Le tableau représente un paysage fantastique, produit de l'imagination de l'artiste, typique des paysagistes flamands : une tradition de peinture de paysage dont les représentants les plus connus sont Joachim Patinier, Henri Bles et Pieter Brueghel l'Ancien. Il montre la Terre sainte, avec des formations rocheuses escarpées et une rivière coulant dans une vallée. Une caravane avec des chameaux traverse la rivière sur un pont. Des bergers s'occupent de leur troupeau de moutons. Saint Jérôme, représenté à gauche, bien que debout au premier plan, n'est pas le point central du tableau. Le paysage est le vrai sujet. Bril a minutieusement détaillé le paysage, représentant des papillons, des salamandres et des oiseaux. Dans ce tableau, il y a de fortes couleurs locales avec des « rayons de lumière presque tangibles », une caractéristique fréquente chez Bril.

## Sujet
La peinture n'est pas la première œuvre de Bril avec saint Jérôme comme sujet. Un autre tableau (aujourd'hui au Prado de Madrid) aurait été acquis par Pierre Paul Rubens au début du XVIIe siècle. Rubens aurait peint par-dessus l'œuvre originale qui s'est transformé en Psyché et Jupiter sous les traits d'un aigle. La figure de Jérôme dans l'œuvre altérée n'est aujourd'hui visible qu'aux rayons X, et est dans la même pose que dans Paysage montagneux avec saint Jérôme. Par rapport à la toile du Prado, la petite peinture à l'huile sur cuivre de Bril montre plus d'attention aux détails.

## Esquisse
Une esquisse préparatoire à la craie et à la plume de cette œuvre est conservée au musée des Offices de Florence. Il montre les premiers plans de Bril pour l'œuvre, avec l'idée originale du paysage et de la position de Jérôme. Le dessin du musée des Offices est un rare exemplaire d'étude de Bril qui a survécu jusqu'à nos jours. Ses dessins étaient considérés comme ne méritant pas d'être collectionnés. La plus grande partie d'entre eux n'a pas été conservée.